# Вила Педерњано (Бреша)
Вила Педерњано је насеље у Италији у округу Бреша, региону Ломбардија.
Према процени из 2011. у насељу је живело 2418 становника. Насеље се налази на надморској висини од 209 м.